# 松本徳彦
松本 徳彦（まつもと のりひこ、1936年1月1日 - ）は、日本の写真評論家、写真家。
九州産業大学芸術学部・大学院講師、東京工芸大学芸術学部講師などを務め、写真史に関する啓蒙活動、美術館の写真収集に関する協力活動などを、きわめて積極的に行うほか、写真弘社のカレンダーの制作にも協力しており（解説など）、写真家としても作品を残している。

## 経歴
広島県尾道市に生まれる。日本大学芸術学部写真学科卒業。

## 主要著書
- 昭和をとらえた写真家の眼―戦後写真の歩みをたどる／朝日新聞社／1989年
- 写真家のコンタクト探検―一枚の名作はどう選ばれたか／平凡社／1996年
- 日本の美術館と写真コレクション／淡交社／2002年
- 展覧会カタログ『松本徳彦作品展 : 日生劇場の演劇1964～1971』（JCIIフォトサロン、1995年）
- 水谷八重子 : 1974-1979（松本徳彦写真、平凡社、1980年）
- モノクローム写真の魅力（江成常夫と共著、新潮社とんぼの本、1998年）
- 展覧会カタログ『東京オリンピックの時代-1964年を中心に作品展』（木村恵一、熊切圭介、齋藤康一、高木康允、高村規、富山治夫、中谷吉隆、野上透、英伸三、松本徳彦。JCIIフォトサロン、1992年）

## その他参考文献
- 2006年刊行のシリーズ『名作写真館』（小学館・全30巻）に「日本写真史」を連載した。

## 外部サイト
- プロフィール